# Eduardo Barnes
Eduardo Barnes (Rosario, 24 de marzo de 1901- Rosario, 31 de agosto de 1977) fue un escultor autodidacta que trabajó en modelado en arcilla, cincelado en mármol y fundición en bronce.
Destacado por su temática religiosa, composición con grave y no sutil síntesis geométrica. Prolifera obra en su ciudad natal, un ejemplo de sus realizaciones son los murales del vía Crucis de la Catedral de Rosario, en las catacumbas del Teatro El Círculo existe una exhibición permanente de su obra.
Fue invitado selectamente para exponer en el Salón Internacional de Arte Sacro, en Roma en 1950. Durante la dictadura de Pedro Eugenio Aramburu muchos artistas serán perseguidos por sus ideas políticas, entre ellos Barnes, y se fueron al exilio.
Sus principales obras son de arte sacro. Se las encuentran en el Seminario Diocesano de Rosario, Iglesia del Sagrado Corazón, en La Plata, San Nicolás de los Arroyos (capilla del Barrio Somisa), y en Mar del Plata. En 1966 finaliza con 27 obras de temática religiosa en la Iglesia San Juan Evangelista de la ciudad de Rosario.
Es autor de dos de los bajorrelieves que luce el Monumento a la Bandera de Rosario. Y también dos grandes bajorrelieves en la entrada de la Bolsa de Comercio de Rosario.
En Tanti, provincia de Córdoba (Argentina) está la "Casa de las Estatuas La Vestal", que perteneciera al escultor y a su esposa. Allí disfrutaban temporadas de descanso e inspiración gracias a la mística paz interior de Tanti. Lleva aquel nombre, por la obra de tres estatuas en la vivienda, realizadas por el escultor teniendo por modelo a su esposa; el mismo le valió un importante premio en Bellas Artes.

## Museo de Arte Sacro "Eduardo Barnes"
Se encuentra en las catacumbas del Teatro El Círculo, donde se exponen conjuntos de estatuas. Más de cien piezas integran los originales de yeso de la obra religiosa de Eduardo Barnes, en piedra, en bronce.
Se destacan los catorce relieves rectangulares representativos del Vía Crucis, los quince relieves circulares que constituyen los Misterios del Rosario, el gran relieve de la Última Cena, donde doce pares de manos expresan, aún más que los rostros, la reacción de los discípulos ante las palabras de Jesús; la estatua de la Virgen del Rosario; San Pablo apuntalando su mensaje con el gesto de una mano deliberadamente exagerada, y la de San Antonio, dirigiéndose a los peces porque los hombres se niegan a escucharlo.
El Museo de Arte Sacro "Eduardo Barnes" es parte del recorrido que se realiza durante las visitas guiadas por el Teatro los lunes, miércoles y viernes, a las 10.30 y las 17, y los sábados a las 10.30.

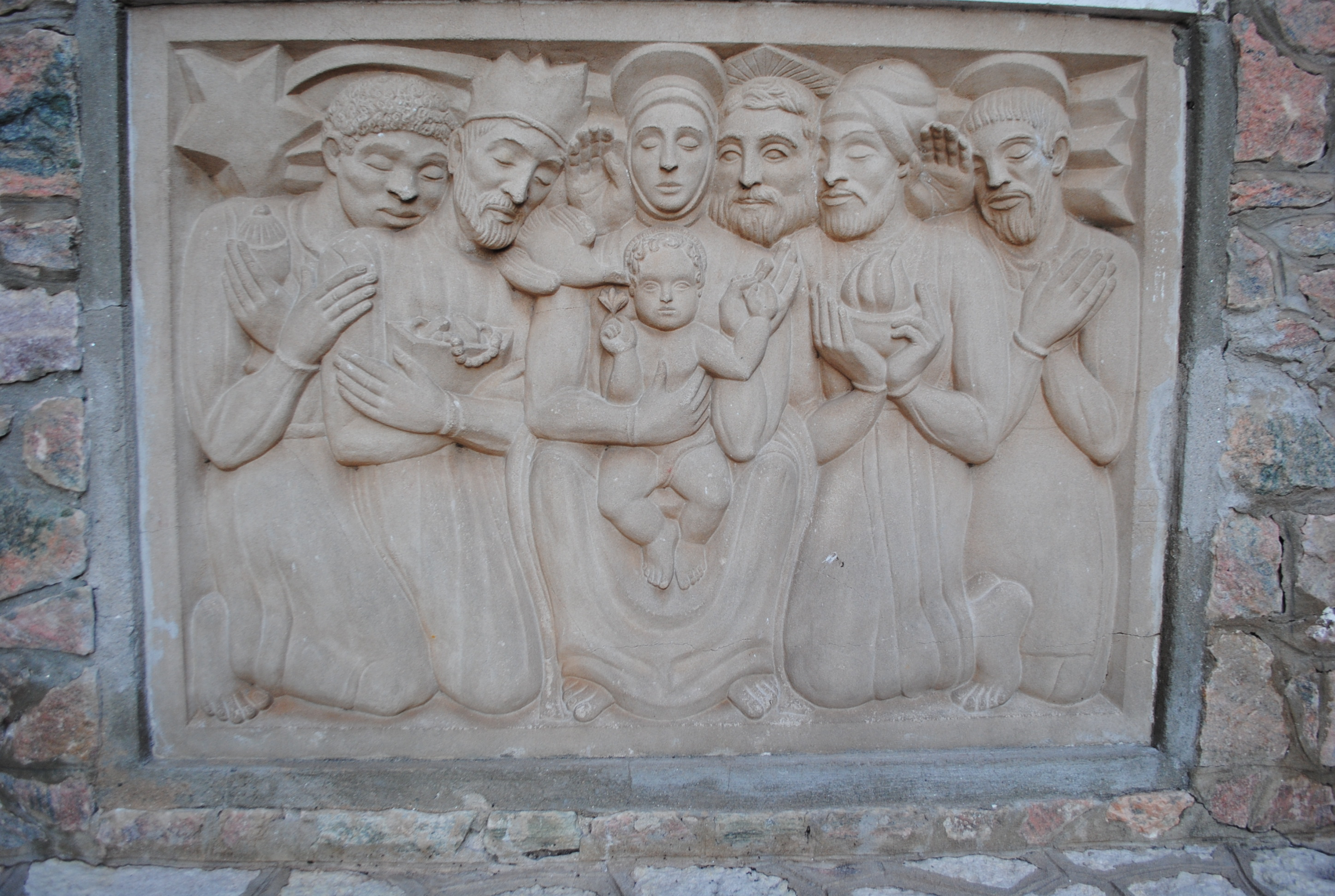
Bajorrelieve El Nacimiento, Casa de Descanso San Alberto, Santa Rosa de Calamuchita, Córdoba, Argentina.